# Малое Ушаково
Малое Ушаково — деревня, расположенная в Бужаровском сельском поселении Истринского района Московской области. Население — 8 чел. (2010).
Находится на берегу пруда, устроенного на левом притоке Раменки, примерно в 18 км на северо-запад от Истры, высота над уровнем моря 199 м. Ближайшие населённые пункты: Зыково в 0,8 км на север, Куртниково в 1,2 км восточнее, Карцево в 1 км на юго-восток и Леоново в 0,5 км на юго-запад.

## Население
| 2002 | 2006 | 2010 |
| ---- | ---- | ---- |
| 16   | ↗17  | ↘8   |